# 朱慧雯
朱慧雯（Julie Wu Chu，1982年3月13日—），华裔美国人，出生于康乃狄克州費爾菲爾德。美国著名冰球运动员。 在美国国家冰球队司职前锋。